# Масив таймінгу пульсарів
Масив таймінгу пульсарів (англ. pulsar timing array, PTA) — набір пульсарів, для якого протягом тривалого часу ведуться спостереження з метою виявлення корельованих ірегулярностей у моментах надходження радіоімпульсів, що робить його детектором сигналів галактичного розміру. Хоча існує багато застосувань для масивів таймінгу пульсарів, найвідомішим є використання масиву мілісекундних пульсарів для виявлення та аналізу низькочастотного гравітаційно-хвильового фону шляхом вимірювання кореляцій між часами надходження імпульсів від різних пульсарів в залежності від кутової відстані пульсарів на небі. Успішне виявлення гравітаційно-хвильового фону за допомогою масивів таймінгу пульсарів у 2023 році відкрило нове низькочастотне вікно в гравітаційно-хвильовій астрономії, і дало змогу дослідити процеси в ранньому Всесвіті, недоступні іншим методам спостережень.

## Огляд

Пульсари P1... Pn періодично посилають сигнали, які приймаються на Землі. Гравітаційна хвиля (GW) збурює простір-час між пульсаром і Землею (E) і змінює час надходження імпульсів. Шляхом вимірювання просторової кореляції змін у параметрах імпульсу між багатьма різними парами пульсарів можна виявити гравітаційну хвилю.

Пропозицію використовувати пульсари як детектори гравітаційних хвиль першими зробили наприкінці 1970-х років Сажин і Детвайлер. Ідея полягає в тому, щоб розглядати барицентр Сонячної системи та галактичний пульсар як протилежні кінці уявного плеча детектора. Пульсар діє як еталонний годинник на одному кінці плеча, посилаючи регулярні сигнали, які приймаються спостерігачем на Землі. Вплив гравітаційної хвилі, що проходить повз такий детектор, полягав би в збуренні галактичного простору-часу та викликанні невеликої зміни спостережуваного часу надходження імпульсів.
У 1983 році Геллінгс і Даунс поширили цю ідею на масив пульсарів і виявили, що стохастичний фон гравітаційних хвиль дасть характерний сигнал: квадруполярну просторову кореляцію між часом надходження імпульсів, випромінюваних різними парами мілісекундних пульсарів, яка залежить лише від спостережуваної кутової відстані між пульсарами на небі. Ключова властивість масиву таймінгу пульсарів полягає в тому, що сигнал від стохастичного гравітаційно-хвильового фону буде корелювати з кутовою відстанню між пульсарами, а сигнал від інших шумових процесів – ні. У літературі цю кореляційну криву називають кривою Геллінгса—Даунса.
Робота Геллінгса і Даунса була обмежена точністю й стабільністю пульсарних годинників у масиві. Після відкриття більш стабільного мілісекундного пульсара в 1982 році Фостер і Бекер покращили чутливість до гравітаційних хвиль, застосувавши в 1990 році аналіз Геллінгса—Даунса до масиву високостабільних мілісекундних пульсарів і започаткувавши «програму таймінгу масиву пульсарів» для спостереження за трьома пульсарами за допомогою 43-метрового телескопа Національної радіоастрономічної обсерваторії.
Мілісекундні пульсари використовуються тому, що вони не схильні до зоретрусів і подій акреції, які можуть вплинути на період класичних пульсарів. Мілісекундні пульсари, усереднені за десятиліття, мають стабільність, яку можна порівняти зі стандартами часу на основі атомного годинника.
На стабільність пульсарних імпульсів впливає розповсюдження низькочастотних гравітаційних хвиль із частотою від 10−9 до 10−6 Герц; найбільш вірогідними астрофізичними джерелами таких гравітаційних хвиль є подвійні надмасивні чорні діри з масами в десятки мільйонів M☉ і періодами обертання від місяців до кількох років у центрах галактик.
Гравітаційні хвилі спричиняють зміну часу надходження імпульсів на кілька десятків наносекунд (наприклад, для частоти 3× 10−8 Гц один цикл становитиме рік, й імпульси можуть надходити на 20 нс раніше на початку липня і на 20 нс пізніше наприкінці січня). Це дуже високоточний експеримент, хоча мілісекундні пульсари є достатньо стабільними годинниками, щоб час надходження імпульсів можна було передбачити з необхідною точністю. В експериментах застосовують масиви з 20—50 пульсарів для врахування ефектів дисперсії в атмосфері та в просторі між спостерігачем і пульсаром. Вимірювати кожен пульсар необхідно приблизно раз на тиждень; вища частота спостережень дозволила б виявити гравітаційні хвилі більшої частоти, але незрозуміло, чи є на таких частотах астрофізичні джерела, здатні випромінювати достатньо потужні гравітаційні хвилі.
За допомогою цього методу неможливо отримати точне розташування джерел на небі, оскільки аналіз затримок для двадцяти пульсарів створить область невизначеності в 100 квадратних градусів — ділянка неба розміром із сузір’я Щита, що містить принаймні тисячі галактик, які злилися.
Хоча подвійні надмасивні чорні діри є найвірогіднішим джерелом низькочастотних гравітаційних хвиль, були запропоновані й інші можливі джерела, наприклад, космічні струни, сформовані на початку історії Всесвіту. Коли космічні струни взаємодіють, вони можуть утворювати петлі, які розпадаються через випромінювання гравітаційних хвиль.

## Діючі та запропоновані масиви таймінгу пульсарів
У всьому світі існує шість активних проєктів таймінгу пульсарів. Перші три проєкти (PPTA, EPTA і NANOGrav) почали співпрацювати під назвою Міжнародний масив таймінгу пульсарів, із часом до них приєднались китайський, а потім індійський проєкти[джерело?].
1. Парксівський масив таймінгу пульсарів (Parkes Pulsar Timing Array, PPTA[11]) на радіотелескопі Паркса збирає дані з 2005 року.
2. Європейський масив таймінгу пульсарів (European Pulsar Timing Array, EPTA) збирає дані з 2009 року. Він використовує п'ять найбільших радіотелескопів у Європі:
  - Ловеллівський телескоп
  - Вестерборкський радіотелескоп
  - Еффельсберзький телескоп
  - Нанкайський радіотелескоп
  - Сардинський радіотелескоп
3. Північноамериканська наногерцева обсерваторія гравітаційних хвиль (North American Nanohertz Observatory for Gravitational Waves, NANOGrav) використовує дані, зібрані з 2005 року радіотелескопами Аресібо та Грін-Банк.
4. Китайський масив таймінгу пульсарів (Chinese Pulsar Timing Array, CPTA) використовує радіотелескоп FAST[12].
5. Індійський масив таймінгу пульсарів] (InPTA[13] використовує оновлений Гігантський радіотелескоп метрових хвиль[14][15].
6. Масив таймінгу пульсарів MeerKAT (MeerKAT Pulsar Timing Array, MPTA), частина дослідницького проєкту MeerKAT в Південно-Африканській Республіці.

## Спостереження

Графік кореляції між пульсарами, спостережуваними за допомогою NANOGrav (2023), і кутової відстані між пульсарами порівняно з теоретичною моделлю (курсивна фіолетова лінія, так звана крива Геллінгса-Даунса) і без гравітаційних хвиль (суцільна зелена лінія)

У 2020 році проєкт NANOGrav представив реліз даних за 12,5 років, який містив переконливі докази степеневого стохастичного процесу зі спільною амплітудою деформації та спектральним індексом для всіх пульсарів, але статистично непереконливі дані для критичної квадруполярної просторової кореляції Геллінгса-Даунса.
У червні 2023 року NANOGrav, EPTA, PPTA та IPTA оголосили, що знайшли докази гравітаційно-хвильового фону. Дані NANOGrav за 15 років спостереження 68 пульсарів забезпечили перше вимірювання характерної кривої Геллінгса-Даунса, характерної ознаки гравітаційних хвиль. Подібні результати опублікував EPTA, Європейський масив таймінгу пульсарів, який зареєстрував сигнал зі значущістю {\displaystyle 3\sigma } і очікує досягти {\displaystyle 5\sigma } приблизно в 2025 році після поєднання вимірювань кількох окремих проєктів. Також у червні 2023 року CPTA, Китайський масив таймінгу пульсарів, повідомив про подібні результати зі значущістю {\displaystyle 4.6\sigma }. CPTA спостерігав за 57 мілісекундними пульсарами лише 41 місяць, використовуючи переваги високої чутливості FAST, найбільшого у світі радіотелескопа. Чотири незалежні проєкти, які повідомили про схожі результати, забезпечили перевірку існування гравітаційно-хвильового фону з використанням різних телескопів, різних масивів пульсарів і різних методів аналізу.